# Rosopaella weiri
Rosopaella weiri är en insektsart som beskrevs av Webb 1983. Rosopaella weiri ingår i släktet Rosopaella och familjen dvärgstritar. Inga underarter finns listade i Catalogue of Life.